# 3061 Кук
3061 Кук (3061 Cook) — астероїд головного поясу, відкритий 21 жовтня 1982 року.
Тіссеранів параметр щодо Юпітера — 3,194.